# Алієва Марія Григорівна

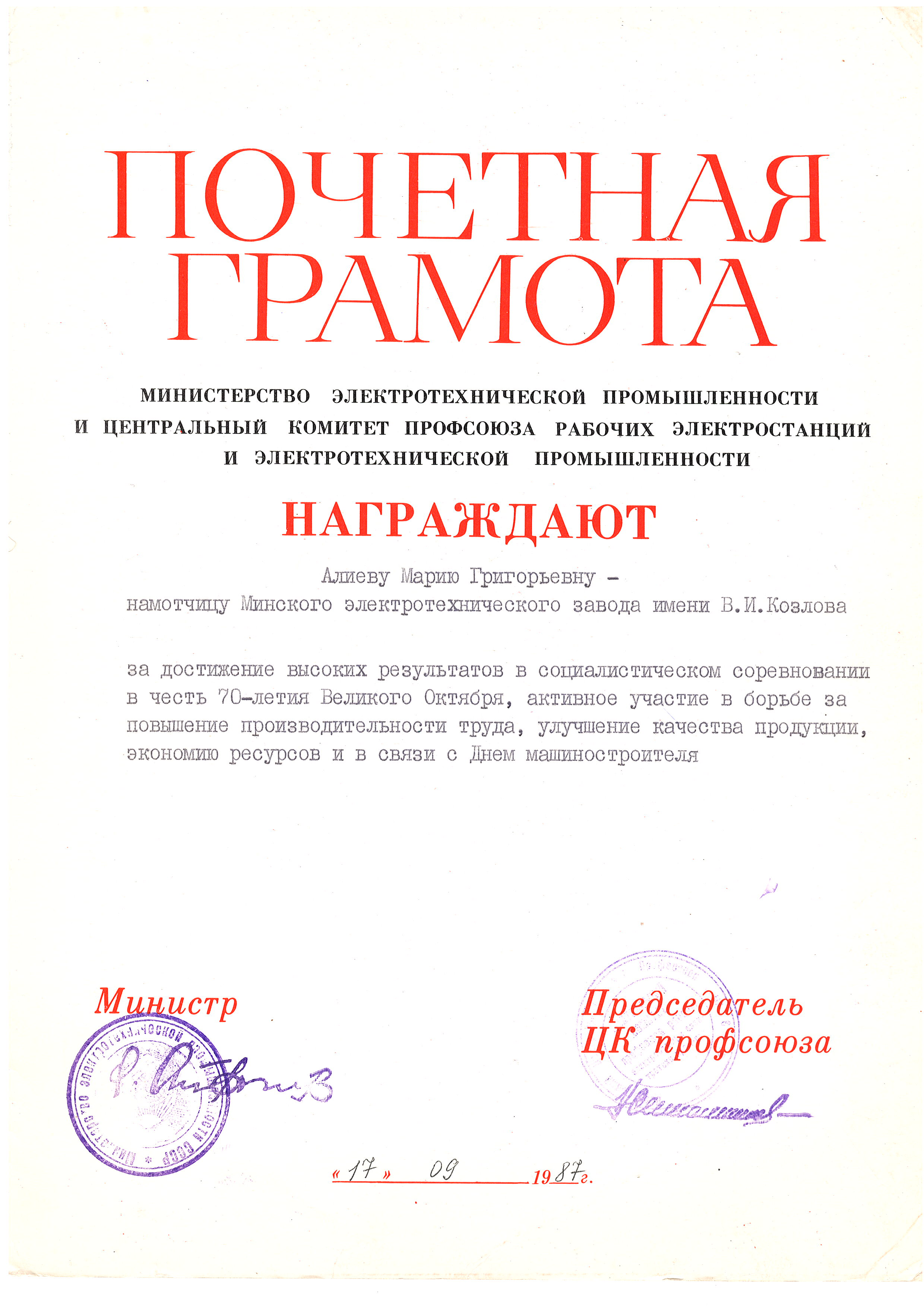
Почесна грамота Міністерства електротехнічної промисловості УРСР. 1987 рік

Алієва Марія Ригорівна, ( 1 січня 1953 , c. Остров Ляховицького району Барановицької області — 24 листопада 2020 , Мінськ ) — білоруська профспілкова діячка, лідер жіночого руху.

## Біографія
Народилася 1 січня 1953 року в Остров  Ляховицького району Барановицької області в селянській родині. Вона закінчила Остравську середню школу і переїхала до Мінська до брата і сестри  .

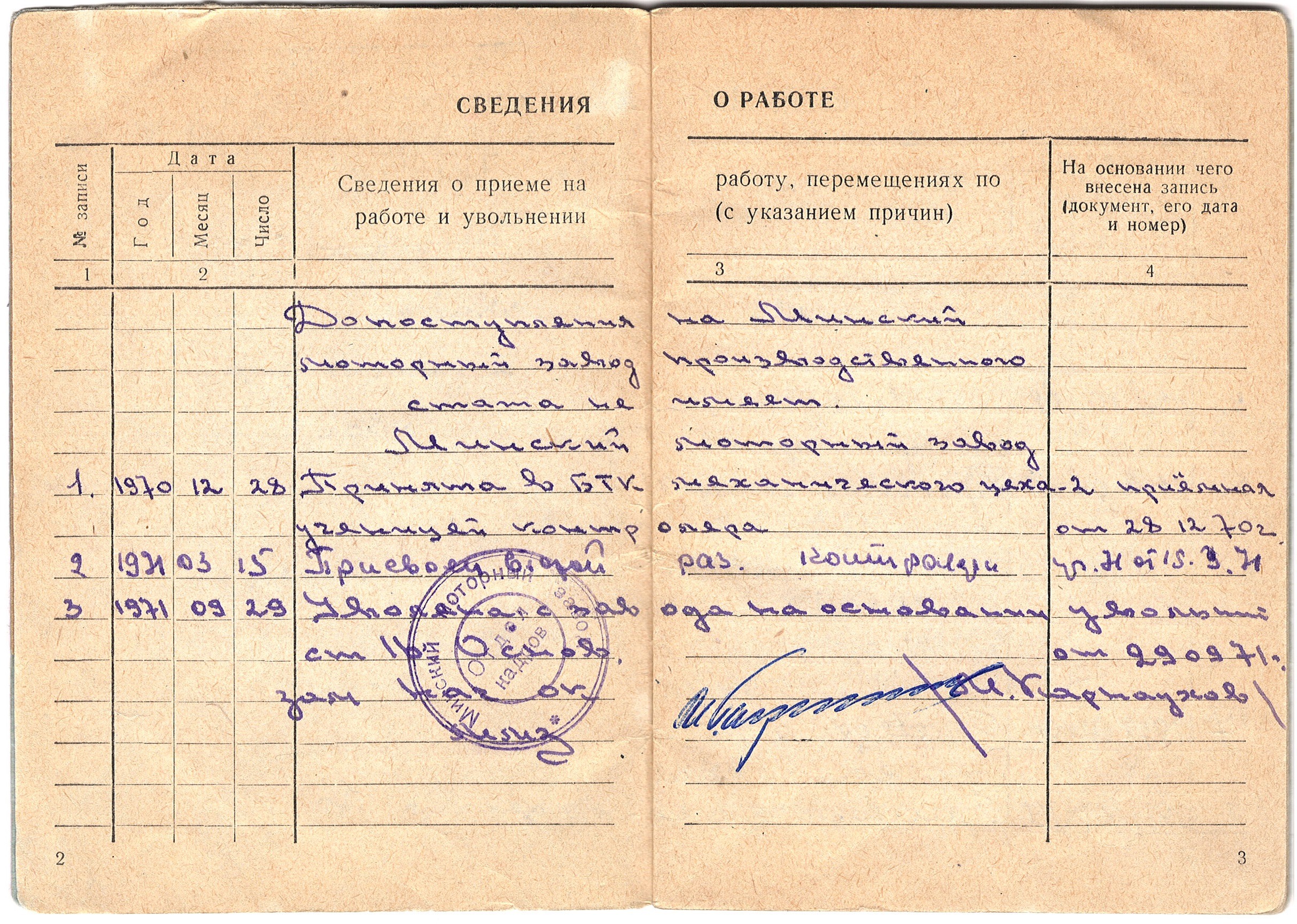
Робочий зошит Марії Алієвої

В кінці грудня 1970 року влаштувалася помічником контролера, з березня 1971 року почала працювати контролером на Мінському моторному заводі , але заробляла мало. З 1971 по 1993 рік працювала намотувачем котушок на Мінському електротехнічному заводі в цьому ж цеху на тій же дільниці на тому ж верстаті.
З майбутнім чоловіком познайомилася на роботі. У 1981 році в сім'ї народилася дочка Нарміна, а в 1984 році Марія Алієва розлучилася з чоловіком і з того часу виховує дитину одна, без допомоги колишнього чоловіка.
На заводі вступила до комуністичної партії, але вийшла з її лав у 1991 році.
У 2019 році вона перенесла інсульт . Померла 24 листопада 2020 року в Мінську  . Похована на батьківщині, в селі Остров Ляховицького району.

## Профспілкова діяльність
Стала одним з організаторів страйку робітників Мінського електрозаводу, який почався 3 квітня 1991 року. Коли частина робітників вагалася, приєднуватися до страйкарів чи ні, Алієва схопила великі ножиці і почала різати дроти, на які були намотані котушки трансформатора. В результаті машини зупинились і почався страйк  . Разом з робітниками вона брала участь у блокуванні трамвайного руху на вулиці Довгабродській у Мінську. Робітники кричали: "Алієва, веди нас до Верховної Ради !". Того дня Марія Алієва вирішила не вести людей до Будинку уряду, мотивуючи це тим, що до них приїдуть представники уряду з переговорами. Так і вийшло  .
Під час квітневих страйків 1991 року приєдналася до робітничого руху Білорусі, приєдналася до Мінського міського страйку. 10 квітня 1991 року, коли багатотисячна колона робітників йшла до Будинку уряду, дорогу перегородив спецназ, колона зупинилася. Тоді Алієва пішла вперед, припускаючи, що силовики не будуть бити жінку, в результаті спецназ розійшовся, а люди пішли далі  .
У дні серпневого путчу агітувала народ виступити проти путчистів  .
З грудня 1993 по січень 1995 року працювала заступником президента Білоруського конгресу демократичних профспілок . У лютому 1995 - березні 1997 і в квітні 1999 - вересні 2001 працювала керуючою справами Вільної профспілки Білорусі. З 29 березня 1997 року по 26 квітня 1999 року — голова Вільної профспілки Білорусі .
Була одним з організаторів «Маршу порожніх каструль» проти бідності та голоду, який відбувся в Мінську 22 лютого 1997 року і зібрав понад 1500 учасників  .
У 1999 році Марія Алієва отримала нагороду від Федерації голландських профспілок за роботу в профспілковій сфері.
З вересня 2001 року по березень 2007 року працювала головою Білоруської незалежної профспілки гірників, хіміків, нафтопереробників, енергетиків, транспортників, будівельників та інших працівників у Мінську.

## Громадсько-політична діяльність
З 15 березня 1998 року по 15 січня 2005 року була головою Ради Білоруської організації трудящих жінок (БОТЖ), в основі якої стояла. Під її керівництвом БОТЖ створював інформаційно-правові центри для безкоштовної допомоги жінкам, які опинилися у важких життєвих ситуаціях, займався правовою просвітою населення, організовував семінари, зустрічі з депутатами, державними чиновниками та роботодавцями для обговорення місцевих проблем, брав участь у виборчих кампаніях, розвивав міжнародну співпрацю.  .
Напередодні 90-річчя проголошення Білоруської Народної Республіки займалася інформаційно-пропагандистською роботою. 22 березня 2008 року її затримали в столичному районі Серабранка під час розповсюдження незалежного видання «Вольная Серабранка» і помістили в СІЗО на вулиці Акрестіна . 24 березня 2008 року суд Ленінського району Мінська покарав її штрафом у розмірі 10 базових одиниць за порушення порядку організації та проведення вуличних акцій  .
Була членом Білоруської соціал-демократичної партії (Грамада) . 11 березня 2018 року на XVIII з’їзді партії обраний до складу ЦК БСДП  .
До та після президентських виборів 2020 року брала активну участь у суспільно-політичному житті країни. Як одна з найавторитетніших і найвпливовіших представниць жіночого руху Білорусі, у серпні 2020 року вона стала ініціатором і моральним натхненником жіночих маршів і жіночих акцій протесту в Мінську. Учасник акцій протесту проти фальсифікації результатів виборів, зокрема «маршів пенсіонерів» .

## Нагороди
- Почесна грамота Міністерства електротехнічної промисловості СРСР(1987).
- Премія Федерації профспілок Нідерландів за права профспілок (1999).

1. 1 2 3 4 5 6 7 8 9  Кто есть кто в Республике Беларусь — Białystok: Podlaski Instytut Wydawniczy, 2000. — С. 15. — 313 с. — ISBN 978-83-913780-0-7
2. ↑  Кто есть кто в Республике Беларусь — Białystok: Podlaski Instytut Wydawniczy, 2000. — С. 16. — 313 с. — ISBN 978-83-913780-0-7
3. 1 2 3  Человек с заводом // Рабочы, № 12 (115), 16-22.03.2000 — С. 4,5.
4. ↑  Профсоюзы Беларуси: трансформация и перспективы / Материалы семинара — Минск, 2003 — С. 65
5. 1 2  Пайшла з жыцьця прафсаюзная дзяячка Марыя Аліева. Яна не прапускала Маршы пэнсіянэраў
6. 1 2  История в историях про Марию Алиеву // Рабочы, № 12 (115), 16-22.03.2000 — С. 5.
7. ↑  Minsk women protesting low standards of living
8. ↑  Будем продвигать женщин // Згода, № 46, 23—30 лістапада 2001 года — С. 4.
9. ↑  Адміністратыўны перасьлед | Праваабарончы цэнтр
10. ↑  XVIII з’езд БСДП абраў новае кіраўніцтва партыі. Архів оригіналу за 8 листопада 2021. Процитовано 28 грудня 2022. [Архівовано 2021-11-08 у Wayback Machine.]
11. ↑  Пішла з життя профспілкова дівчина Марія Алієва. Не пропустила і Марш пенсіонерів